# Waran kolorowy
Waran kolorowy (Varanus varius) – gatunek gada z rodziny waranowatych (Varanidae).

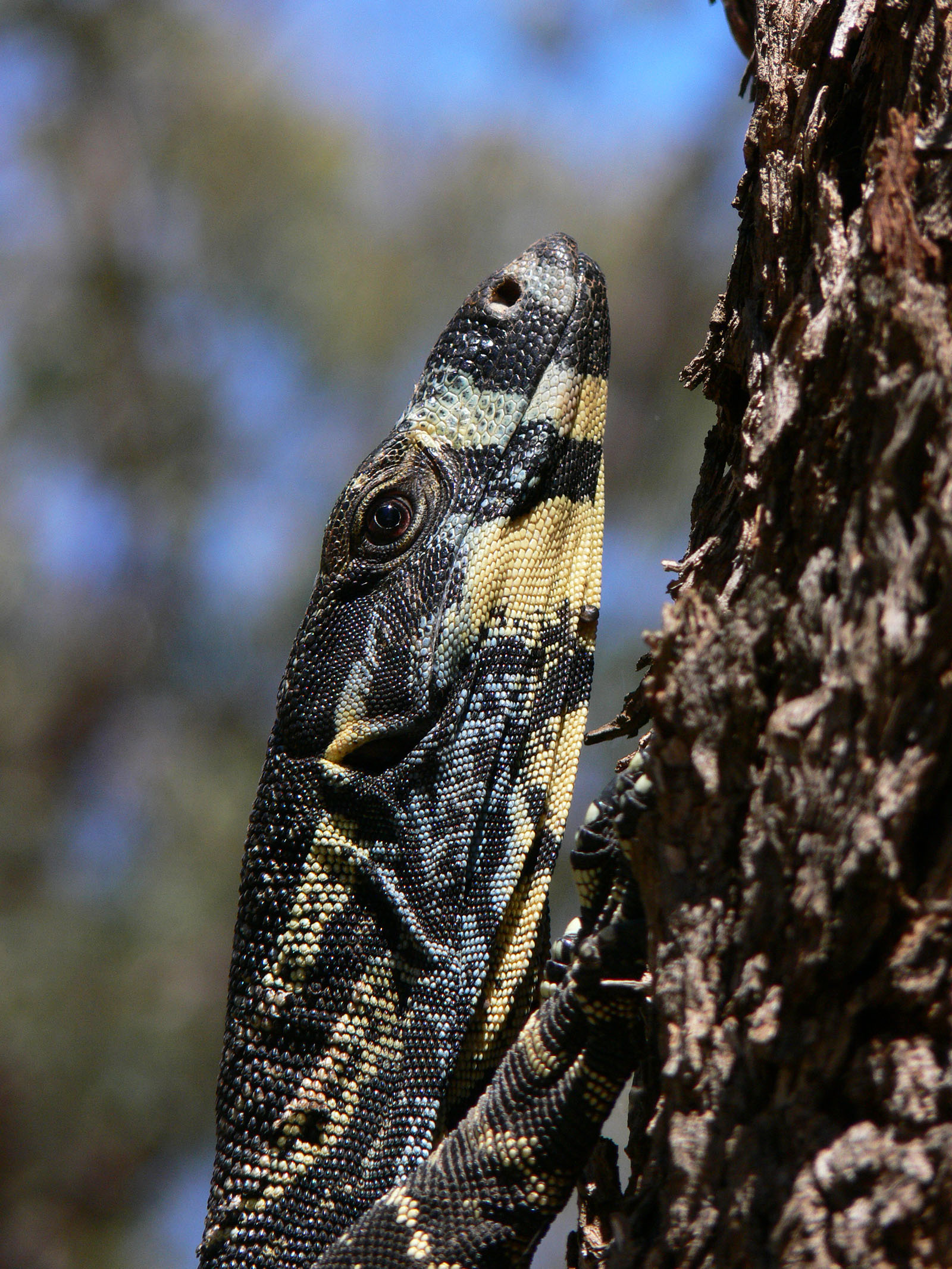
Głowa warana kolorowego

OpisSzyja bardzo długa, pazury długie i mocne, ogon bocznie spłaszczony przy końcu cienki, biczowaty. Grzbiet brązowoczarny lub czarny z jaskrawożółtymi poprzecznymi paskami. Ogon w żółte i czarne pręgi. Całe ciało mocno błyszczące. Młode są tak samo ubarwione jak dorosłe.
RozmiaryDługość do 200 cm
Masa ciała do 20 kg.
PokarmMałe kręgowce, zwłaszcza pisklęta ptaków; także padlina, owady.
ZachowanieSzybko biega, wspina się na drzewa, dobrze pływa i nurkuje. Bryan G. Fry i in. (2006) odkryli, że waran kolorowy wytwarza prawdziwy jad. Samica składa w termitierach 4–14 jaj.
WystępowanieAustralia wschodnia i południowo-wschodnia.